# Parapsaenythia paspali
Parapsaenythia paspali är en biart som först beskrevs av Carlos Schrottky 1909.  Parapsaenythia paspali ingår i släktet Parapsaenythia och familjen grävbin. Inga underarter finns listade i Catalogue of Life.